# Kralj v New Yorku
Kralj v New Yorku (angleško A King in New York) je britanski komični film, za katerega je Charlie Chaplin napisal scenarij, ga produciral, režiral in v njem odigral glavno vlogo. Prikazuje satirični pogled na določene vidike politike in družbe ZDA. Chaplin ga je produciral v Evropi po tem, ko je bil izgnan leta 1952 iz ZDA. Tam je bil film prvič javno predvajan šele leta 1973. 

## Zgodba
»Ena od manjših nevšečnosti sodobnega življenja je revolucija«. Zaradi revolucije v svoji državi, kralj Igor Šahdov (Charlie Chaplin) pride v New York skoraj brez denarja, saj mu je premier ukradel vse premoženje. Poskuša priti v stik z ameriško komisijo za jedrsko orožje in ji predstaviti svojo zamisel o uporabi jedrske energije z namenom ustvariti utopijo. Na zabavi z večerjo, ki jo prenaša televizija (česar sam ne ve), razkrije svoje izkušnje v gledališču. Ponudijo mu snemanje televizijskih oglasov, toda predlog mu ni všeč. Kasneje vseeno ustvari nekaj oglasov, da zasluži nekoliko denarja. 
Povabljen na predavanje na napredno šolo, spozna Ruperta Macabeeja (Michael Chaplin), desetletnega urednika šolskega časopisa, ki uprizori ostro predavanje o anarhiji. Čeprav Rupert sam pravi, da ne zaupa nobeni obliki vladanja, sta njegova starša komunista. Šahdov je posledično osumljen simpatizerstva s komunizmom in klican na McCarthyjeva zaslišanja. Tam ga oprostijo vseh obtožb, nato se odloči oditi v Pariz, da bi se pobotal s svojo odtujeno kraljico. Rupertova starša pa sta aretirana, sam pa je prisiljen razkriti imena njunih sodelavcev. 
Poln žalosti in krivde je ponujen Šahdovu kot »patriot«. Ta ga pomiri, da je strah pred komunizmom popoln nesmisel in ga skupaj s staršema povabi v Evropo na obisk. V kataklizmičnem prizoru Šahdovu po nesreči usmeri močan curek vode iz hidranta v člane komiteja predstavniškega doma za raziskavo protiameriških aktivnosti (HUAC), ki se v paniki razbežijo.  

## Produkcija in sprejem
Leta 1953 je začel delati na svojem prvem evropskem filmu Kralj v New Yorku. V njem je igral izgnanega kralja, ki išče azil v ZDA, pri čemer je v scenariju uporabil več svojih zadnjih življenjskih izkušenj. Njegov sin Michael je igral dečka, na katerega starše se je spravil FBI, Chaplinov lik pa se sooča z obtožbami komunizma. Politična satira parodira HUAC in napada elemente kulture petdesetih let – vključujoč potrošništvo, plastične operacije in široko-zaslonski kino. V kritiki ga je dramatik John Osborne označil za Chaplinov »najbolj bridek« in »najbolj odkrito osebni« film.
Ustanovil je novo produkcijsko podjetje Attica in za snemanje uporabil Shepperton Studios. Snemanje v Angliji se je izkazalo za težko preizkušnjo, saj je bil navajen na snemanje v lastnem hollywoodskem studiu in z znano ekipo, tudi čas produkcije ni bil več neomejen. Robinson je ocenil, da je imelo to učinek na kvaliteto filma. Film Kralj v New Yorku je bil predstavljen septembra 1957 in je prejel mešane kritike. Chaplin je prepovedal ameriškim novinarjem obisk pariške premiere, filma v ZDA tudi ni izdal. To je vidno omejilo dobičkonosnost, vseeno je film doživel zmeren uspeh v Evropi. V ZDA je bil predvajan šele leta 1973.

## Igralska zasedba
- Charlie Chaplin kot kralj Šahdov
- Maxine Audley kot kraljica Irene
- Jerry Desmonde kot premier Voudel
- Oliver Johnston kot veleposlanik Jaume
- Dawn Addams kot Ann Kay - TV poznavalec
- Sid James kot Johnson - TV oglaševalec
- Joan Ingram kot Mona Cromwell - hostesa
- Michael Chaplin kot Rupert Macabee
- John McLaren kot Macabee starejši
- Phil Brown kot ravnatelj
- Harry Green kot odvetnik
- Robert Arden kot upravljavec dvigala
- Alan Gifford kot šolski nadzornik
- Robert Cawdron. kot sodnik
- George Woodbridge kot član jedrske komidije